# Азадлиг проспекті (станція метро)
40°25′34″ пн. ш. 49°50′28″ сх. д. / 40.42611° пн. ш. 49.84111° сх. д.
«Азадлиг проспекті» (азерб. Azadlıq prospekti) — передостання станція другої лінії Бакинського метрополітену, розташована між станцією «Насімі» і «Дарнагюль» і названа по проспекту Азадлиг. Відкрита 30 грудня 2009 року.

## Технічна характеристика
Конструкція станції — односклепінна мілкого закладення (глибина закладення — 14 м) 
Похилий хід має тристрічковий ескалатор і централізовану систему для розміщення інформації.

## Вестибюлі
Зі станції метро «Азадлиг проспекті» є чотири виходи, що ведуть на вулицю Сулеймана Сані Ахундова і проспект Азадлиг.

## Оздоблення
При оздобленні основного залу відповідно до його загального розміру використані великі декоративно-орнаментальні елементи. Побудована в сучасному стилі станція привертає увагу своїм естетичним виглядом. На панно, які прикрашають стіни станції, зображені унікальні архітектурні пам'ятки республіки.
При будівництві й оформленні особливу увагу приділено гармонійному поєднанню сучасних елементів і національних архітектурних традицій. 